# Microcrambus matheri
Microcrambus matheri là một loài bướm đêm trong họ Crambidae.